# Martin Lindström (acteur)
Pour les articles homonymes, voir Lindström et Martin Lindström (homonymie).
Martin Lindström, né en 1976, est un acteur suédois pour enfants et de voix. 

## Filmographie
- 1984 : Den oändliga historien (voix en tant que Bastian)
- 1984 : Åke och hans värld (Åke)
- 1985 : Falsk som vatten (Lill-John)
- 1985 : En ettas dagbok (série télévisée)
- 1986 : Le Sacrifice (voix)
- 1986 : Resan till Amerika (voix : Noodles)
- 1987 : Jim och piraterna Blom (Sture Brink)
- 1988 : David och de magiska pärlorna (voix : David)
- 1990 : Smash (en) (série télévisée) (Nils, épisode God jul [Joyeux Noël])